# Пенково (Мазовецьке воєводство)
Пенково (пол. Pękowo) — село в Польщі, у гміні Ґзи Пултуського повіту Мазовецького воєводства.
Населення — 324 особи (2011).
У 1975-1998 роках село належало до Цехановського воєводства.

## Демографія
Демографічна структура станом на 31 березня 2011 року:
|          | Загалом | Допрацездатний вік | Працездатний вік | Постпрацездатний вік |
| -------- | ------- | ------------------ | ---------------- | -------------------- |
| Чоловіки | 158     | 34                 | 109              | 15                   |
| Жінки    | 166     | 34                 | 94               | 38                   |
| Разом    | 324     | 68                 | 203              | 53                   |